# Chelonoidis elephantopus
Espèce
Synonymes
- Testudo elephantopus Harlan, 1827
- Geochelone elephantopus (Harlan, 1827)
- Testudo californiana Quoy & Gaimard, 1824

Chelonoidis elephantopus ou Chelonoidis nigra (nom accepté) est une espèce de tortues qui était considérée comme éteinte depuis 150 ans, mais qui, selon les scientifiques de l'université Yale, existerait toujours en 2012. Cette espèce pourrait n'être qu'une sous-espèce du complexe d'espèces des tortues géantes des Galápagos Chelonoidis nigra.
C'est en observant pas moins de 7 000 spécimens de l'espèce Chelonoidis becki vivant sur l’île Isabela, la plus grande des Galápagos, que des tests sur le génome de 2 000 d'entre elles ont été réalisés, démontrant la présence de l’ADN de Chelonoidis elephantopus dans le génome de 84 tortues.
Selon les scientifiques ces 84 tortues seraient en fait des spécimens hybrides, en d’autres termes, un des parents de chacune de ces 84 tortues est de l’espèce prétendue éteinte il y a 150 ans.
Même si la preuve scientifique est établie, il reste aux scientifiques et chercheurs de trouver ce ou ces spécimens de Chelonoidis elephantopus géniteurs de ces 84 tortues. Là se trouve toute la difficulté des scientifiques qui pensent que mener des actions dans ce sens s’apparenterait à chercher une aiguille dans une botte de foin, à cause de leur nombre qui serait très faible.

## Description
Chelonoidis elephantopus pouvait peser jusqu’à 400 kg, pour une taille avoisinant les 2 mètres. Cette tortue peut vivre sur terre pendant plus de 100 ans et passer plusieurs mois sans boire ni manger.